# Karboksylany
Karboksylany – sole i estry kwasów karboksylowych. Sole karboksylanowe posiadają wzór ogólny M(RCOO)
n, gdzie M oznacza metal, a n to liczba anionów karboksylanowych (1, 2 itd.). Estry karboksylanowe posiadają wzór ogólny RCOOR′, gdzie R i R′ oznaczają grupy organiczne (R′ ≠ H).
Jon karboskylanowy RCOO−
, będący jonem ujemnym, jest sprzężoną zasadą do kwasu karboksylowego.

## Stabilizacja rezonansowa jonu karboksylowego
Kwasy karboksylowe łatwo dysocjują do anionu karboksylowego i dodatnio naładowanego jonu wodoru (protonu), znacznie łatwiej niż robią to alkohole (do jonu alkoholanowego i protonu), ponieważ jon karboksylanowy jest stabilizowany przez rezonans. Ładunek ujemny, który pozostaje po deprotonacji grupy karboksylowej jest dzielony w strukturze rezonansowej między dwoma elektroujemnymi atomami tlenu.

Równoważne struktury rezonansowe jonu karboksylanowego
Ta delokalizacja chmury elektronowej oznacza, że jeden z atomów tlenu jest mniej elektroujemnie naładowany. Stąd dodatnio naładowany proton, gdy opuści już grupę karboksylową, jest słabiej przyciągany do niej. Przeciwnie, jon alkoholanowy, gdy zostanie utworzony, będzie posiadać silny ładunek ujemny na atomie tlenu, co będzie znacząco utrudniało ucieczkę protonowi. Jest to wynikiem tego, że jon karboksylowy jest bardziej stabilny, a kwasy karboksylowe posiadają niższe pH niż alkohole – wyższe stężenie protonów w roztworze oznacza niższe pH.

## Przykłady
- jon mrówczanowy HCOO−
- jon octanowy CH
3COO−